# HC All Stars Piemonte
Le HC All Stars Piemonte est un club de hockey sur glace de Turin en Italie.

## Historique
Le club est créé en 2000 par Claudio Gabriele Belforte dans le but de faire progresser les meilleurs jeunes de Turin et du Piémont. En 2006, l'équipe première monte en Serie A2, le second échelon italien. En 2008, le club décide de ne pas engager d'équipe en championnat professionnel .

## Palmarès
- Aucun titre.